# Georges Moulène
Pour les articles homonymes, voir Moulène.
Georges Moulène est un footballeur international français né le 29 octobre 1901 à Paris et mort le 26 mars 1976 à Neuilly-sur-Seine. Il évolue au poste de milieu de terrain ou d'ailier.

## Carrière
Georges Moulène joue pendant sa carrière au Gallia Club Paris puis au Cercle athlétique de Paris dans les années 1920,.
Il est également sélectionné une fois en équipe de France en 1926.